# Joseph-Claver Casavant
Joshep-Claver Casavant (1855. – 10. prosinca 1933.), kanadski graditelj orgulja.

## Životopis
Rođen je u Quebecu; njegov otac, Josip Casavant, bio je osnivač tvrtke "Casavant Freres" koja se bavila gradnjom orgulja. Učio je očev obrt, a zatim odlazi u Europu s bratom, na studij gradnje orgulja. Doma se vraća 1880. godine. Tada se oženio za Evelinu Pappineau. Proglašen je zapovjednikom Reda sv. Grgura Velikog 1925. godine, a umro je u Saint-Hyacintheu, Quebec, 10. prosinca 1933.